# Leggiuno
Leggiuno est une commune italienne d'environ 3 600 habitants, située dans la province de Varèse, dans la région Lombardie dans le nord de l'Italie.

## Toponyme
Documenté avec le nom Legeduno: composé du nom d'une personne pas bien défini (peut-être Lægius) et le terme gaulois dunum (la force).

## Monuments et patrimoine
- Ermitage de Santa Caterina del Sasso

## Administration
| Période                                  | Période  | Identité           | Étiquette | Qualité |
| ---------------------------------------- | -------- | ------------------ | --------- | ------- |
| 30/05/2006                               | En cours | Adriano Costantini |           |         |
| Les données manquantes sont à compléter. |          |                    |           |         |

### Hameaux
Arolo, Ballarate, Baraggia, Cellina, Reno, Santa Caterina del Sasso, Roncaccio, Mirasole, Quicchio, Rozzoni, La Gesiola, Marzaro, Bosco, Ghirate, Casa Motta, il Moro, Santa Maria

### Communes limitrophes
|                  | Laveno-Mombello |                   |
| Stresa,Belgirate | Leggiuno        | Sangiano,Caravate |
|                  | Monvalle        | Besozzo           |

## Personnalités liées à la commune
- Silvano Contini
- Luigi Riva, footballeur